# 番禺抢劫运钞车案
番禺抢劫运钞车案，又称番禺大劫案、“12·22”特大劫款案，是发生于中华人民共和国广东省番禺市（现为番禺区）的一宗抢劫案。1995年12月22日，番禺市桥易发商场附近中国农业银行市桥信用合作社北郊储蓄所发生抢劫运钞车的案件，五名歹徒在开枪杀害银行押款员后，将装有1500万元现金的运钞车抢走。案件发生后，公安机关在短时间内迅速侦破该案，法院也对五名主犯判处死刑。而两名主犯陈恂敏、陈恩年犯案后长期潜逃，最后在云南省瑞丽市停留，一直至2017年初押解回穗。此案是中华人民共和国成立以来最大的武装抢劫运钞车案，曾被列为1995年全国十大刑事案件之一。

## 主犯简介
该案共有七名主犯，分别是陈恂敏、陈恩年、何伟光、何永新、何冬海、吴兆全和袁长荣。其中陈恂敏、陈恩年、何伟光、袁长荣、何冬海系同乡；陈恂敏和何伟光是初中同学，与陈恩年又是高中同学；吴兆全（广西藤县人）和袁长荣（清远市人）是入伍柳州的战友，后来均在陈恂敏的公司打工。
陈恂敏是案件的策划者，1969年8月出生于广东省阳山县，父亲是清远市公路局办公室主任。陈恂敏曾就读于广州某大学桥梁专业，1992年毕业后进入清远市公路局工作。当时陈恂敏承包了公路局属下的路通公司任总经理，每年盈利超过一百万元，还接下了上千万元的大工程。在案发之前，陈恂敏还参与了另一宗抢劫案。1991年10月29日晚，陈恂敏与何伟光以租乘为由，诱骗被害人成某驾驶北京牌吉普车到清远市阳山县七拱镇接上陈恂敏、陈恩年、毛远勤。四人持何伟光准备的铁锤、铁钻、锥子等物品敲打、捅刺司机成某头部、胸部，致司机当场死亡。尽管警方发现司机生前曾给妻子BP机发送讯息“送两学生回家”，但当地警方仍未掌握具体作案动机，以至该案搁置多年。陈恂敏等人无奈弃车而去。
据清远警方于2017年向媒体透露的消息，主犯残暴狡猾的原因，与其成员的高学历、复杂社会阅历有相当关系；陈恂敏工于心计，有相当雄厚的经济实力，接触到社会的主流阶层，具有极强的反侦察意识，也是其能暂时逃避打击，长期潜匿的原因之一。警方还透露犯罪团伙的成员是“贪生怕死之徒”，案发前还专程到清远一家寺院求签问卦，后得到的结果是凶兆。其中何伟光被人告知活不过27岁，结果在案发后被判死刑，且未来得及过27岁生日。

## 案件经过

### 案发
1995年10月，陈恂敏与陈恩年、何伟光、何永新、袁长荣、吴兆全、何冬海等人共同策划持枪抢劫银行运钞车，并多次到番禺市桥踩点，确定作案计划及逃跑线路。1995年12月22日早上7时25分，一辆车牌号为粤AR0747的运钞车行驶至市桥易发商场旁边的农业银行农村信用社市桥储蓄所后门。当三名女营业员准备接款时，5个持枪的歹徒携带五支“五四”式手枪及十几件炸药、麻袋等，冲向运钞车实施抢劫。当时，一名劫匪拉开驾驶室的门，将司机许伟成拉出，并开枪打中对方的腿；而坐在副驾座的押款员郭锦昌脸部便被子弹击中。与此同时，另一劫匪绕到右门，朝郭锦昌的肩、颈连开几枪，导致郭锦昌当场身亡。另外3名劫匪逼近中门，夺下另一名押款员陈健敏的佩枪，将之摔倒在地；陈健敏滚入车底，从另一侧起身攀过马路护栏。由于陈健敏当时身着防弹衣，因此逃过一劫。据目击者称，在现场实施抢劫的一共有五人，每人手中都有一把手枪。案发后，番禺市公安局接到命令取枪，时任刑侦大队五中队副中队长刘玉裕一行试图追上被劫走的运钞车，但未能成功。此时广东省公安厅已下令在全省追查运钞车的行踪。
在抢劫得手后，五人驾驶运钞车至顺德市伦教镇乌洲渡口码头，与在此等候接应的陈恂敏、陈恩年等人会合，将运钞车上大部分钱款搬上“阳机397”号船沿江逃跑。根据计划，陈恂敏在抢到解款车之后驾驶解款车离开码头，后将车辆丢弃在伦教镇霞石工业管理区二横路，以制造从陆路逃离假象。当时陈恂敏驾驶解款车离开码头约五六公里，将装有尸体和搬剩的几箱现金的车辆扔在一厂房路边。警方初步查明，歹徒被抢走的运钞车内装有1320万元人民币、210万元港币、防暴枪10支、五四式手枪2支及各种银行票据、印章。据何伟光交代，案发时，陈恂敏、陈恩年在温氏兄弟的船上遥控指挥。

### 调查、第一批案犯被判刑
在广东省公安厅接报案件后，该厅成立专案组，由副厅长朱明健担任前线总指挥，调动骨干力量对5名劫匪全力缉捕。广东省内的所有陆路交通和通往港澳地区的海路俱设卡盘查。警方调查发现，劫匪们进行了长达半年的周密计划和踩点，相关法律文件证明其运钞车的车牌号、船从番禺至顺德所需的时间均标明清晰。另外运钞车内遗留的一把手枪也为警方确定犯罪嫌疑人提供线索。此前警方在抢劫现场提取的9枚弹壳检验结果显示，其分别是从三支五四式手枪中击发出来的，而其中几枚弹壳与在运钞车内发现的五四式手枪型号完全一致，其中3支开了9枪；并确认枪支来自清远，归建设银行清远市支行所有，经原保卫科长刘光经手后消失。由于保管不善，这些枪支流入到社会面，而银行保安何伟光也开始被警方关注。警方在对案发现场周边酒店进行排查后发现，曾有一个名叫何永新的男子在案发前一直与何伟光住在一起。警方又在何永新的房间里发现一只铁箱里残留着枪油，另有7张未发出的婚礼请帖，原计划发给陈恂敏、陈恩年、何伟光、袁长荣、何冬海等人。12月23日6时，警方认定何永新、何伟光有重大作案嫌疑，立即围绕两人展开调查。案发前与何永新、何伟光有过密切往来的吴兆全、何冬海、袁长荣、陈海强、陈恂敏均被警方认定为劫匪。
而在12月23日下午1点半，顺德当地民众在伦教镇三洲开发区发现被劫的解款车，车内遗留一名押款员的尸体、一支手枪和一部分钱款。根据当时番禺公安接到的来自顺德的线报，23号下午有民众在伦教镇下石开发区公路旁发现被劫车辆。在车内捡到一把五四式手枪，以及人民币现金160万，港币现金30万。警方还在车内发现了已经遇害的另一名押款员，以及8个未撬开的铁箱，内装160万元人民币和30万元港币。一小时后，乌洲渡口一名渔夫反映，22日早上8时有一辆白色面包车沿江堤急行。根据专案组分析发现，大劫案现场离乌洲渡口仅20多里，综合考虑面包车型、时间点等案情，疑似一伙人为劫匪。证人刘光成曾供述在1995年5月，应何永新的要求合伙盗出5支手枪，先藏在何永新的家，随后转给何伟光。在1995年10月某日的11时30分，清远市北门街一银行发生涉案金额达21万元的抢劫案。专案组调取监控发现，一名劫匪与该案出现的一名劫匪是同一人，此后确认此人系何永新失踪的婚礼客人何冬海。警方因此并案处理两宗银行抢劫案。
12月25日，根据线报，何伟光、何永新和一名陌生男子在广西梧州市现身。据番禺市天乐富林酒店服务员反映，案发2天前，吴兆全曾与袁长荣、何伟光、何永新四人同住这家酒店，又于22日清晨同时退房。清远警方在后续的调查获悉，案发6天前，袁长荣乘坐表哥温玉坤、温石其兄弟的“阳机397号”船离开后失踪，温氏兄弟后来被判定为案件策应者。1996年1月1日，专案组在青莲码头找到被丢弃的接应船，温氏兄弟后在阳山县落网。
12月26日凌晨4时30分，张绍新、丘雄华率队抵达梧州，在广西警方的配合下找到何伟光、何永新和吴兆全入住的白云酒店，但三人已经在3小时之前离去。12月29日18时，60余名公安人员潜入吴兆全家，搜查出两皮袋赃款和装有枪弹的蛇皮袋，经确认是作案用的四支五四式手枪。连同犯罪嫌疑人遗留在被抢运钞车中的手枪，清远建设银行丢失的五支手枪被全部找到。警方其后得知，何伟光、何永新频繁出入娱乐场所，因此在劫持现金后他们一定会到娱乐场所挥霍一番。警方随即对沿路的娱乐场所进行摸排，后经调查发现，12月26日上午，何永新与何伟光从白云酒店带走一名按摩女去往桂林。随后，广西警方查明，三人先后在桂林和南宁停留后，于27日隐入柳州市。1996年1月2日11点半，专案组人员在柳州市抓获何伟光、何永新，起获100多万港币和50多万人民币。至此七名犯罪嫌疑人中已有三人落网归案。经审讯，三名犯罪嫌疑人交代，在劫得运钞车之后，他们迅速将运钞车开到了顺德市的一个码头，而陈海强、陈恂敏此时早已准备好船只在此等候接应。
1996年1月5日13点，阳山县公安局刑警大队大队长杨国忠接到线报说，青莲镇元旦村里来了两男两女，其中一个女的是孕妇，声称躲计划生育。举报的一农民表示，有两名男子携带手枪，疑似是银行抢劫犯。警方经过照片对比发现，两名男子即为袁长荣和何冬海，随即开展缉捕行动，缴获“五四”式手枪2支、弹夹4个、子弹56发、匕首两把、望远镜一副、雷管17枚及赃款99.8万元。翌日，广东省公安厅举行新闻招待会，宣布本案告破。
1996年2月17日，广州市中级人民法院以抢劫罪判处袁长荣、何伟光、何冬海、何永新、吴兆全和刘光死刑，温氏兄弟被判处无期徒刑。

### 陈恂敏与陈恩年潜逃、被缉捕
在案件发生后，陈恂敏到顺德汽车站坐大巴返回清远市区，后与其他同案犯会合，携带部分赃款与陈恩年潜逃，期间陈恩年曾以“陈海强”作为化名潜逃外地。1996年1月12日，广东省公安厅向各市、县公安局发出《通缉令》，要求继续查缉陈恂敏。案发后的一段时间内，有坊间传言两人畏罪自杀。此后，二人先后辗转福建、陕西、海南、越南等地流浪、拾荒。其间，1996年二人在海南花光分赃的钱后，二人躲在大山里帮一个农场砍树，之后做苦力维持生计。由于经济困难，二人曾因无票乘车被售票员赶下车。陈恂敏曾回忆，但仍下不定决心。1996年两人曾到过越南，陈恂敏还去过缅甸，但由于此前生活条件比较好，不习惯越南和缅甸境况，两人又返回国内。陈恂敏最初有投案的念头，终因畏死而未投案，一直至1997年6月在云南省瑞丽市停留。当时，陈恂敏在一个建筑工地打工，并在此认识了女友杨秀丽，育有一个女儿。为避免暴露身份，陈恂敏在瑞丽期间使用化名“莫毅志”生活，并谎称自己是广西来的“孤儿”，在瑞丽的所有银行账户、手机号码等一切有关身份的信息均使用了其女友、女友亲属的身份证明来办理。另外陈恂敏故意使自己的生意不做大，经营着小本生意。2004年6月6日，瑞丽市首个成规模的建材市场团结建材市场开业启用，包括陈恂敏在内成为其首批入驻商户，在建材市场开设装饰公司的他平时总戴着眼镜，因此被人称为“眼镜”、“老莫”和“莫总”。但建材市场对于陈恂敏牵扯多年前的大劫案无人知晓。
2016年9月，广东省公安厅再次布置追逃任务，厅领导将陈恂敏、陈海强的追捕工作下发到广州市公安局番禺分局刑警大队副大队长董沛手中。经专案组大致确定，两人藏匿在云南一带。董沛认为二人在北方、西藏等地的生活可能会不习惯，云南的气候和饮食特征与广东几乎相近，因此通过侦查经验分析两人藏匿在云南。2016年12月25日，陈恩年因患上末期肺結核，自覺時日無多，希望再見妻子和兒子最後一面，在云南瑞丽市自首，得知消息后，董沛和队员们立即赶赴云南了解情况。民警随后通过分析陈恩年的生活轨迹，并经大数据分析研判和调查走访综合判断，在番禺警方与瑞丽警方的共同协作下，发现陈恂敏出现在瑞丽市人民路一银行的取款机中，其交易画面被取款机实时抓拍。番禺警方判定该人极有可能是陈恂敏，并派出警力赶到瑞丽，在团结建材市场其铺附近伏击了两三天。2017年1月5日下午，陈恂敏出现在当地的建材市场，警方立即将其控制并将他带上车，翌日通过G2924次高铁列车将其押解回广州。至此，该案余下的两名主犯历经21年的逃亡后被缉捕归案，七名主犯均已被落网。
2017年1月25日，广州市番禺区人民检察院以涉嫌抢劫罪对陈恂敏、陈恩年依法作出批准逮捕决定。11月30日，陈恂敏、陈恩年在番禺沙湾法庭受审。此后，广州市中级人民法院于2018年10月作出一审刑事判决，以抢劫罪判处被告人陈恂敏死刑，缓期二年执行，剥夺政治权利终身，并处没收个人全部财产。宣判后，陈恂敏未有上诉、抗诉，广州市中院依法报送广东省高级人民法院复核，核准其刑事判决。2019年9月，陈恩年被广州市中级人民法院以抢劫罪判处有期徒刑15年，并处没收个人财产30万元。

## 影响
案件发生后，广东警方开始弃用安保简陋的运钞车，以防弹车取代；1997年，广州市国资委成立专业化武装押运的“穗保”机构，装备数百辆防弹、防暴的运钞车。

## 相关作品
1999年，根据该案改编的电视剧《惊天大劫案》播出。另外2019年拍摄、2023年公映的电影《第八个嫌疑人》也以该案为故事蓝本。